# Paquete de cigarrillos

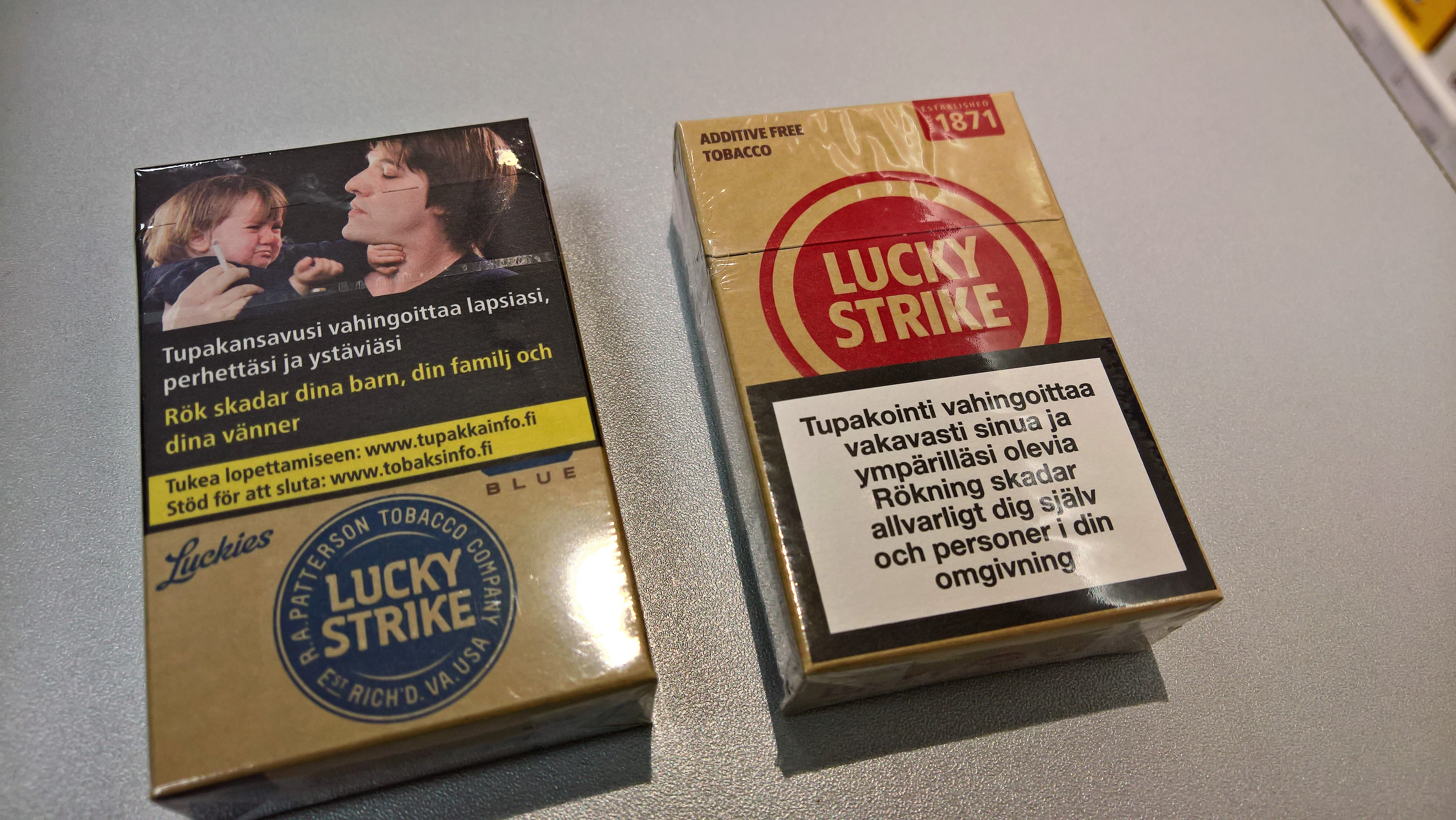
A la izquierda, un nuevo paquete de cigarrillos finlandés Lucky Strike según una nueva directiva de la UE con una foto de advertencia; a la derecha, un pack obsoleto de color rojo. Algunos países, como Francia, Reino Unido y Australia, van más allá en sus advertencias (empaquetado neutro).

Una cajetilla, atado o paquete de cigarrillos es un recipiente rectangular, mayoritariamente de cartón, que contiene cigarrillos . El envase está diseñado con una lámina protectora del sabor, papel o plástico, y sellado mediante una película de plástico transparente hermética. Tirando de las "pestañas", se abre el paquete. Los paquetes duros se pueden volver a cerrar después de abrirlos, mientras que los paquetes blandos no.
Los paquetes de cigarrillos suelen contener mensajes de advertencia según el país en el que se venden.En la Unión Europea, la mayoría de las advertencias sobre el tabaco están estandarizadas.Se ha concedido una patente para un paquete de cigarrillos que contiene un recipiente para eliminar las colillas.  

## Tamaño del paquete

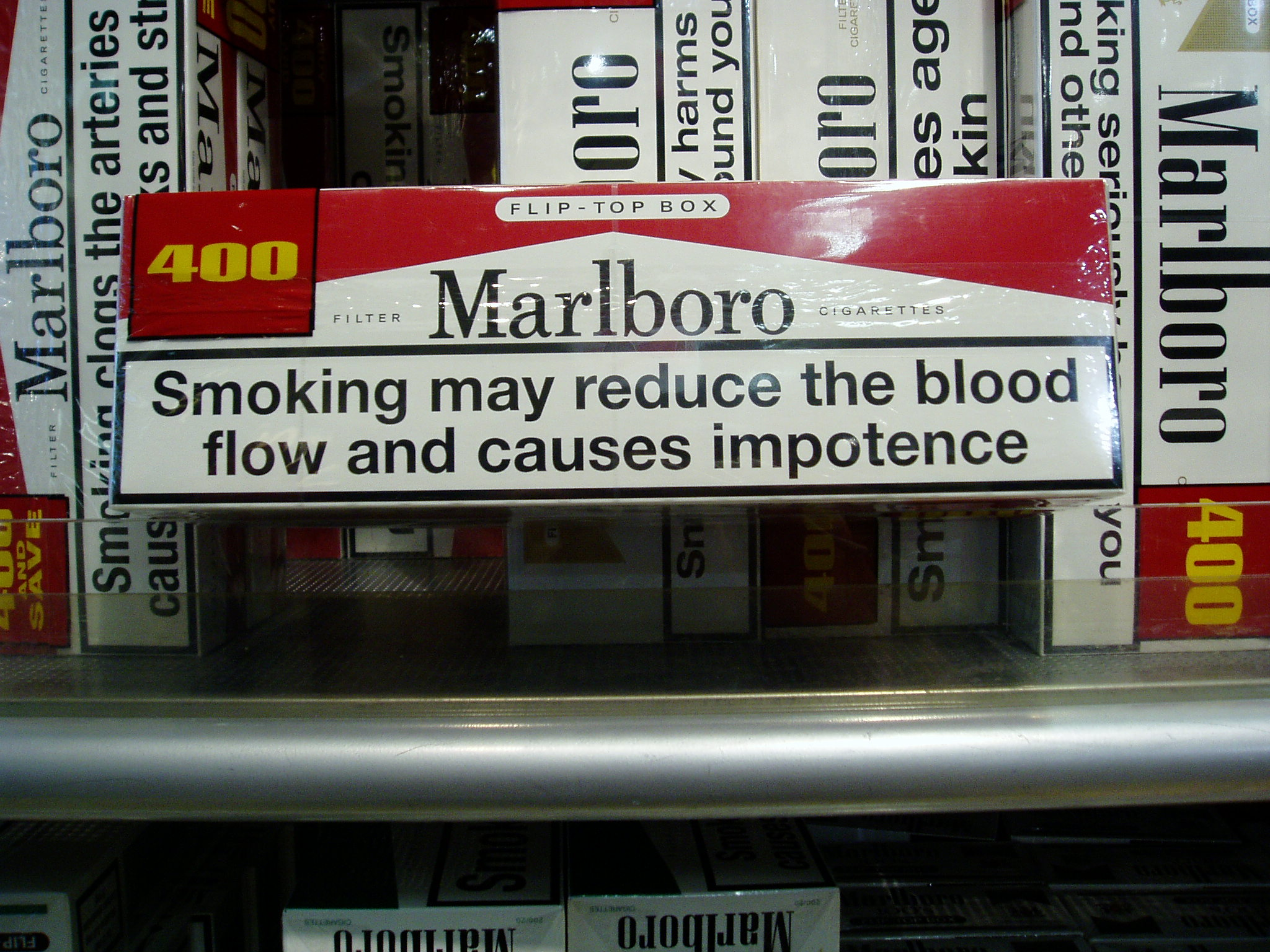
Caja de 400 cigarrillos Marlboro (Múnich, Alemania, 2006)

### Embalaje
El tamaño de una cajetilla suele estar regulado. Las agencias gubernamentales suelen establecer un tamaño mínimo de paquete. En muchos países europeos, los aumentos del impuesto a los cigarrillos pueden hacer que cambie la cantidad de cigarrillos en el paquete para lograr el mismo precio final.

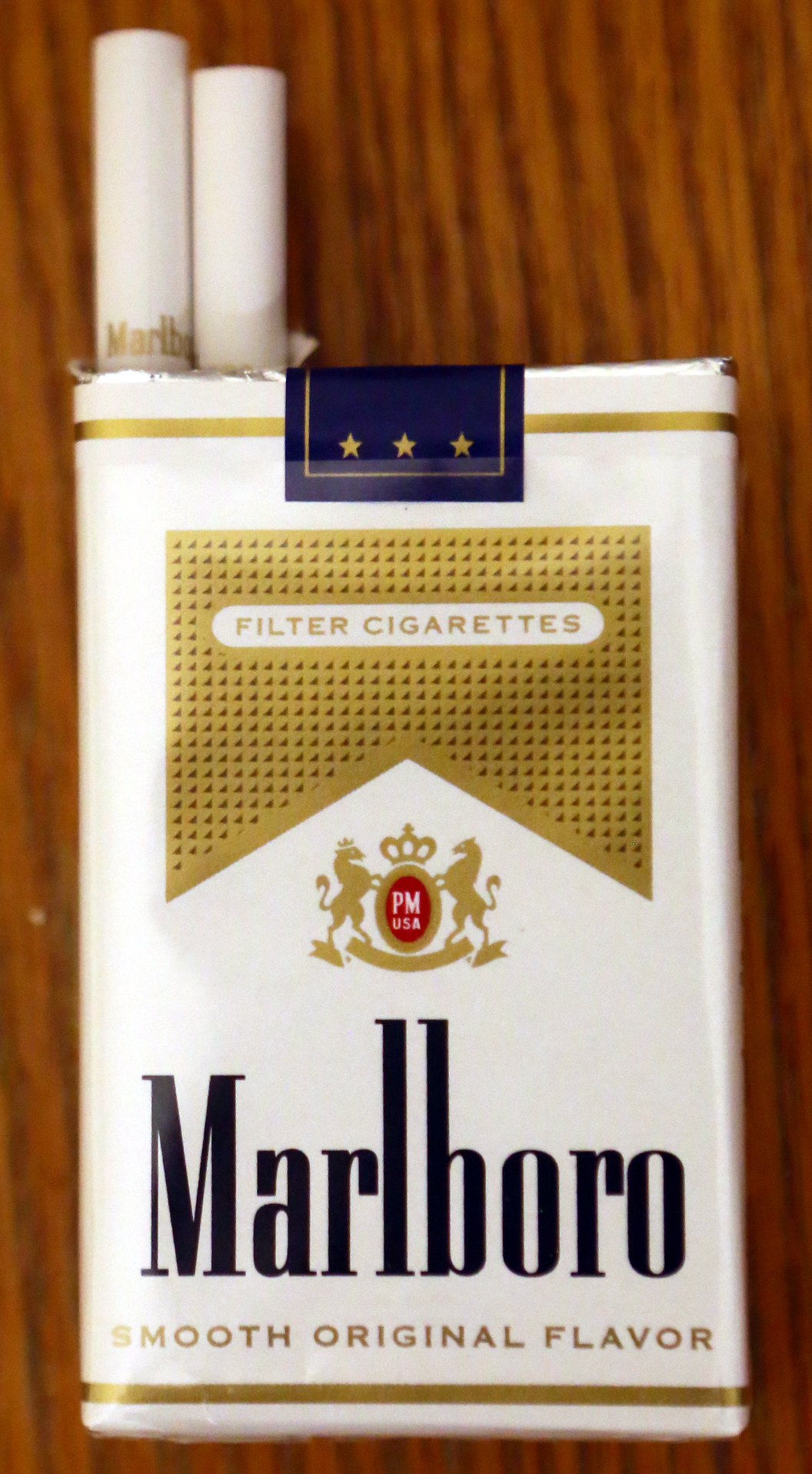
Un paquete blando de Marlboro Gold

En Australia, la cantidad más común por paquete es 25, pero algunas marcas tienen 26 o 20 (el mínimo legal), y también se venden 30, 40 e incluso 50 paquetes. En Canadá, la mayoría de los paquetes vendidos tienen 25 cigarrillos, pero los paquetes de 20 también son populares. En Malasia, está prohibida la venta de cajetillas que contengan menos de 20 cigarrillos. En Estados Unidos, la cantidad de cigarrillos en un paquete debe ser de al menos 20, y ciertas marcas, como Export As, vienen en paquetes de 25. En Irlanda es posible comprar cigarrillos en paquetes de 33. En el Reino Unido, las marcas se venden únicamente en paquetes de 20.En mayo de 2017, las nuevas leyes que restringían las ventas de tabaco a granel a múltiplos de 30 o 50 g también prohibieron la venta de paquetes de 10 barras y envases de marca, introduciendo cajas de color verde liso . 
El nuevo empaquetado tiene el nombre de la marca en un tipo de letra básico, y la mayor parte del paquete está dedicado a advertencias sanitarias textuales y fotográficas. Mientras que las máquinas expendedoras más antiguas a veces dispensan paquetes que contienen 16 o 18 cigarrillos, las dimensiones del paquete son las mismas que las del paquete equivalente que contiene 20. 

### Caja de cartón
Un cartón de cigarrillos suele contener 10 paquetes, con un total de 200 cigarrillos.  Algunas cajas contienen veinte paquetes, con un total de 400 cigarrillos. 

## Paquete duro y paquete blando
Un paquete duro es el estilo habitual de embalaje de cartón para cigarrillos comprados en tiendas, que consiste en una caja relativamente estable. La pitillera rígida con tapa abatible fue introducida en 1955 por Philip Morris.   Esto evita con éxito que los cigarrillos se arruguen cuando se guardan en un bolsillo o bolso. El paquete duro está diseñado para que el fumador mire el nombre de la marca y el logotipo en la parte superior del paquete cada vez que lo abre, manteniendo la marca fresca en la mente del consumidor y potencialmente aumentando la lealtad a la marca. 
Un paquete blando es una caja hecha de papel fino que normalmente contiene 20 cigarrillos. Los paquetes blandos pueden considerarse inconvenientes ya que se rompen fácilmente y no se pueden volver a sellar. Ofrecen la comodidad inmediata de no tener que abrir el paquete cada vez que el fumador quiere fumar un cigarrillo. Requieren menos "espacio de bolsillo" físico cuando quedan menos cigarrillos en el paquete. En el caso de las marcas estadounidenses, los cigarrillos de paquete blando suelen ser unos milímetros más largos que los de caja dura.

## Coleccionismo
Las cajetillas de cigarrillos son artículos populares entre los coleccionistas. Son excelentes ejemplos de diseño industrial y una buena fuente para estudios de historia social, cultural y de marketing.  Los coleccionistas suelen basar sus colecciones en varios criterios como la marca de cigarrillos, el país de productor, el período de tiempo, el mensaje de advertencia, etc. Además, es importante para los coleccionistas si los paquetes están vacíos o llenos. Los paquetes vacíos son más comunes y más baratos que los llenos. Los paquetes completos se consideran raros y, por lo tanto, suelen ser más caros, especialmente los paquetes envueltos en celofán original.

### Paquete coleccionable

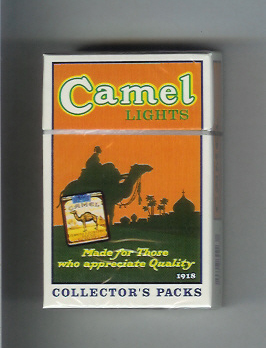
Paquete de Camel para coleccionista

Para animar a los coleccionistas de paquetes de cigarrillos, se fabricaron algunos paquetes de cigarrillos que presentaban un interés particular para los coleccionistas. Hay paquetes de cigarrillos etiquetados como "coleccionables".
Algunas marcas introducen packs promocionales para eludir las leyes de publicidad. Un ejemplo sería una promoción por tiempo limitado en la que el paquete está hecho de hojalata con la forma, el propósito y el aspecto de una pitillera para atraer a compradores potenciales. Se distinguen por una decoración única o son muy antiguos o por alguna razón fueron retirados de la fabricación y por eso se volvieron raros.

### Marcas de cigarrillos de 1920 a 1930

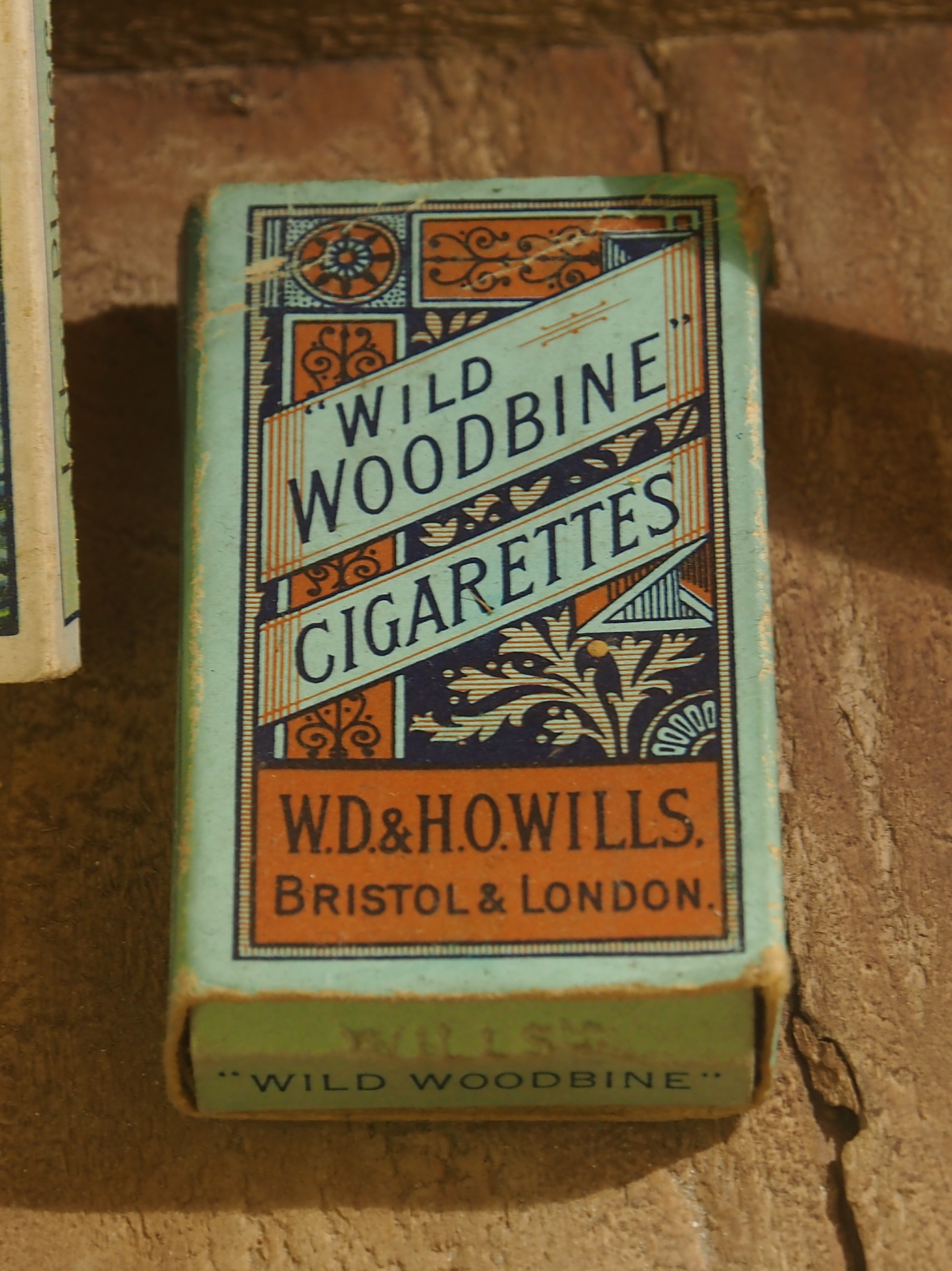
Paquete de cigarrillos Wild Woodbine

Las marcas de cigarrillos más populares de este período fueron Player's Navy Cut, Woodbine, Capstan, Craven 'A' y Black Cat. Los Woodbines eran cigarrillos baratos dirigidos a la clase trabajadora, mientras que Craven 'A' fue una de las primeras marcas de filtro dirigidas inicialmente a las mujeres. 

### Marcas de cigarrillos de la década de 1940.
Las marcas de cigarrillos más vendidas de la década fueron Lucky Strike, Camel, Chesterfield y Old Gold.  Aquélla fue la época de crecimiento de toda la industria tabacalera: durante la Segunda Guerra Mundial los cigarrillos se incluyeron nuevamente en las raciones de los soldados.

### Marcas de cigarrillos de los años 50
Las marcas de cigarrillos más vendidas de la década fueron las mismas que en la anterior excepto que la número 1 fue Camel. Las otras marcas fueron Balto, Morena, Encore, Gitanes y Kent. Los cigarrillos se anunciaban ampliamente en la televisión. 

## Embalaje de tabaco sencillo
Los envases de tabaco impulsan la imagen de marca para atraer nuevos consumidores a sus productos de tabaco y crean lealtad a la marca. Para dar un impacto elegante a los envases de tabaco, las empresas utilizan diferentes técnicas como láminas de oro y plata, estampado, perforación, desbussing, impresión con tinta en relieve, impresión digital y serigrafía. En general, el empaquetado del tabaco desempeña un papel importante en la publicidad y promoción del marketing del tabaco.
La reciente introducción del empaquetado neutro contribuye a mejorar la salud pública porque los jóvenes dijeron que el empaquetado neutro reduce la imagen positiva del tabaquismo y la posibilidad de estímulos relacionados con el diseño del paquete.
Algunos coleccionistas consideraron la introducción de paquetes simples como el fin de la recolección de paquetes de cigarrillos, ya que los hacía poco atractivos. Los demás coleccionistas se adaptaron a la nueva realidad e incluyeron variaciones de mensajes de advertencia como uno de los criterios en los que basar sus colecciones.